# The River Tour
The River Tour fue una gira musical del músico estadounidense Bruce Springsteen con The E Street Band que tuvo lugar entre 1980 y 1981. La gira, que sirvió como promoción del álbum The River, visitó Norteamérica y Europa. A pesar de no existir publicaciones oficiales con algún concierto de la gira, algunas canciones de diferentes conciertos fueron recopiladas en el álbum en directo Live/1975-85. 

## Itinerario
La primera etapa de la gira tuvo lugar en estadios cubiertos de los Estados Unidos, con 46 conciertos que comenzaron el 3 de octubre de 1980 en el Crisler Arena de Ann Arbor, Míchigan y que duraron hasta finales de año. Tras un descanso vacacional de tres semanas, la segunda gira continuó con 26 conciertos entre comienzos de marzo por Canadá y los Estados Unidos.
La tercera etapa, enter abril y junio de 1981, representó la primera incursión real de Springsteen en Europa Occidental. En total, tocó 34 conciertos, con seis fechas en el Wembley Arena de Londres, con visitas a Alemania Occidental, Suiza, Francia, España, Bélgica, Países Bajos, Dinamarca, Suecia, Noruega y el Reino Unido.
La última etapa fue etiquetada como «Homecoming Tour», visitando ciudades de Estados Unidos que habían sido especiales para Springsteen por sus múltiples conciertos. Comenzó con seis noches en el Meadowlands Arena de su Estado natal, Nueva Jersey. Tras 34 conciertos en solo diez ciudades, la gira concluyó el 14 de septiembre en el Riverfront Coliseum de Cincinnati.

## Personal
- Bruce Springsteen: voz, guitarra y armónica
- The E Street Band:
  - Roy Bittan: piano y coros
  - Clarence Clemons: saxofón, percusión y coros
  - Danny Federici: órgano, glockenspiel y coros
  - Garry Tallent: bajo
  - Steven Van Zandt: guitarra y coros
  - Max Weinberg: batería

## Fechas

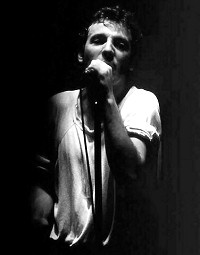
Springsteen en concierto durante la gira The River Tour.

| Fecha                    | Ciudad                         | País           | Escenario                               |
| Norteamérica             | Norteamérica                   | Norteamérica   | Norteamérica                            |
| ------------------------ | ------------------------------ | -------------- | --------------------------------------- |
| 3 de octubre de 1980     | Ann Arbor, Míchigan            | Estados Unidos | Crisler Arena                           |
| 4 de octubre de 1980     | Cincinnati, Ohio               | Estados Unidos | Riverfront Coliseum                     |
| 6 de octubre de 1980     | Richfield, Ohio                | Estados Unidos | Richfield Coliseum                      |
| 7 de octubre de 1980     | Richfield, Ohio                | Estados Unidos | Richfield Coliseum                      |
| 9 de octubre de 1980     | Detroit, Míchigan              | Estados Unidos | Cobo Hall                               |
| 10 de octubre de 1980    | Chicago, Illinois              | Estados Unidos | Uptown Theatre                          |
| 11 de octubre de 1980    | Chicago, Illinois              | Estados Unidos | Uptown Theatre                          |
| 13 de octubre de 1980    | Saint Paul, Minnesota          | Estados Unidos | St. Paul Civic Center                   |
| 14 de octubre de 1980    | Milwaukee, Wisconsin           | Estados Unidos | MECCA Arena                             |
| 17 de octubre de 1980    | San Luis, Misuri               | Estados Unidos | Kiel Auditorium                         |
| 18 de octubre de 1980    | San Luis, Misuri               | Estados Unidos | Kiel Auditorium                         |
| 20 de octubre de 1980    | Denver, Colorado               | Estados Unidos | McNichols Arena                         |
| 24 de octubre de 1980    | Seattle, Washington            | Estados Unidos | Seattle Center Coliseum                 |
| 25 de octubre de 1980    | Portland, Oregón               | Estados Unidos | Memorial Coliseum                       |
| 27 de octubre de 1980    | Oakland, California            | Estados Unidos | Oakland-Alameda County Coliseum         |
| 28 de octubre de 1980    | Oakland, California            | Estados Unidos | Oakland-Alameda County Coliseum         |
| 30 de octubre de 1980    | Los Ángeles, California        | Estados Unidos | Los Angeles Sports Arena                |
| 31 de octubre de 1980    | Los Ángeles, California        | Estados Unidos | Los Angeles Sports Arena                |
| 1 de noviembre de 1980   | Los Ángeles, California        | Estados Unidos | Los Angeles Sports Arena                |
| 3 de noviembre de 1980   | Los Ángeles, California        | Estados Unidos | Los Angeles Sports Arena                |
| 5 de noviembre de 1980   | Tempe, Arizona                 | Estados Unidos | Wells Fargo Arena                       |
| 8 de noviembre de 1980   | Dallas, Texas                  | Estados Unidos | Reunion Arena                           |
| 11 de noviembre de 1980  | Baton Rouge, Luisiana          | Estados Unidos | LSU Assembly Center                     |
| 14 de noviembre de 1980  | Houston, Texas                 | Estados Unidos | The Summit                              |
| 15 de noviembre de 1980  | Houston, Texas                 | Estados Unidos | The Summit                              |
| 20 de noviembre de 1980  | Rosemont, Illinois             | Estados Unidos | Rosemont Horizon                        |
| 23 de noviembre de 1980  | Landover, Maryland             | Estados Unidos | Capital Centre                          |
| 24 de noviembre de 1980  | Landover, Maryland             | Estados Unidos | Capital Centre                          |
| 27 de noviembre de 1980  | Nueva York                     | Estados Unidos | Madison Square Garden                   |
| 28 de noviembre de 1980  | Nueva York                     | Estados Unidos | Madison Square Garden                   |
| 30 de noviembre de 1980  | Pittsburgh, Pensilvania        | Estados Unidos | Civic Arena                             |
| 1 de diciembre de 1980   | Pittsburgh, Pensilvania        | Estados Unidos | Civic Arena                             |
| 2 de diciembre de 1980   | Rochester, Nueva York          | Estados Unidos | Rochester Community War Memorial        |
| 4 de diciembre de 1980   | Buffalo, Nueva York            | Estados Unidos | War Memorial Auditorium                 |
| 6 de diciembre de 1980   | Philadelphia, Pensilvania      | Estados Unidos | The Spectrum                            |
| 8 de diciembre de 1980   | Philadelphia, Pensilvania      | Estados Unidos | The Spectrum                            |
| 9 de diciembre de 1980   | Philadelphia, Pensilvania      | Estados Unidos | The Spectrum                            |
| 11 de diciembre de 1980  | Providence, Rhode Island       | Estados Unidos | Providence Civic Center                 |
| 12 de diciembre de 1980  | Hartford, Connecticut          | Estados Unidos | Hartford Civic Center                   |
| 15 de diciembre de 1980  | Boston, Massachusetts          | Estados Unidos | Boston Garden                           |
| 16 de diciembre de 1980  | Boston, Massachusetts          | Estados Unidos | Boston Garden                           |
| 18 de diciembre de 1980  | Nueva York                     | Estados Unidos | Madison Square Garden                   |
| 19 de diciembre de 1980  | Nueva York                     | Estados Unidos | Madison Square Garden                   |
| 28 de diciembre de 1980  | Uniondale, Nueva York          | Estados Unidos | Nassau Coliseum                         |
| 29 de diciembre de 1980  | Uniondale, Nueva York          | Estados Unidos | Nassau Coliseum                         |
| 31 de diciembre de 1980  | Uniondale, Nueva York          | Estados Unidos | Nassau Coliseum                         |
| Norteamérica             |                                |                |                                         |
| 20 de enero de 1981      | Toronto, Ontario               | Canadá         | Maple Leaf Gardens                      |
| 21 de enero de 1981      | Toronto, Ontario               | Canadá         | Maple Leaf Gardens                      |
| 23 de enero de 1981      | Montreal, Quebec               | Canadá         | Montreal Forum                          |
| 24 de enero de 1981      | Ottawa, Ontario                | Canadá         | Ottawa Civic Centre                     |
| 26 de enero de 1981      | Notre Dame, Indiana            | Estados Unidos | Edmund P. Joyce Center                  |
| 28 de enero de 1981      | San Luis, Misuri               | Estados Unidos | Checkerdome                             |
| 29 de enero de 1981      | Ames, Iowa                     | Estados Unidos | Hilton Coliseum                         |
| 1 de febrero de 1981     | Saint Paul, Minnesota          | Estados Unidos | St. Paul Civic Center                   |
| 2 de febrero de 1981     | Madison, Wisconsin             | Estados Unidos | Dane County Coliseum                    |
| 4 de febrero de 1981     | Carbondale, Illinois           | Estados Unidos | SIU Arena                               |
| 5 de febrero de 1981     | Kansas City, Misuri            | Estados Unidos | Kemper Arena                            |
| 7 de febrero de 1981     | Champaign, Illinois            | Estados Unidos | Assembly Hall                           |
| 12 de febrero de 1981    | Mobile, Alabama                | Estados Unidos | Municipal Auditorium                    |
| 13 de febrero de 1981    | Starkville, Mississippi        | Estados Unidos | Humphrey Coliseum                       |
| 15 de febrero de 1981    | Lakeland, Florida              | Estados Unidos | Lakeland Civic Center                   |
| 16 de febrero de 1981    | Lakeland, Florida              | Estados Unidos | Lakeland Civic Center                   |
| 18 de febrero de 1981    | Jacksonville, Florida          | Estados Unidos | Jacksonville Memorial Coliseum          |
| 20 de febrero de 1981    | Pembroke Pines, Florida        | Estados Unidos | Hollywood Sportatorium                  |
| 22 de febrero de 1981    | Columbia, Carolina del Sur     | Estados Unidos | Carolina Coliseum                       |
| 23 de febrero de 1981    | Atlanta, Georgia               | Estados Unidos | The Omni                                |
| 25 de febrero de 1981    | Memphis, Tennessee             | Estados Unidos | Mid-South Coliseum                      |
| 26 de febrero de 1981    | Nashville, Tennessee           | Estados Unidos | Nashville Municipal Auditorium          |
| 28 de febrero de 1981    | Greensboro, Carolina del Norte | Estados Unidos | Greensboro Coliseum                     |
| 2 de marzo de 1981       | Hampton, Virginia              | Estados Unidos | Hampton Coliseum                        |
| 4 de marzo de 1981       | Lexington, Kentucky            | Estados Unidos | Rupp Arena                              |
| 5 de marzo de 1981       | Indianápolis, Indiana          | Estados Unidos | Market Square Arena                     |
| Europa                   |                                |                |                                         |
| 7 de abril de 1981       | Hamburgo                       | Alemania       | Congress Centre                         |
| 8 de abril de 1981       | Berlín                         | Alemania       | Internationales Congress Centrum Berlín |
| 11 de abril de 1981      | Zúrich                         | Suiza          | Hallenstadion                           |
| 14 de abril de 1981      | Frankfurt                      | Alemania       | Festhalle                               |
| 16 de abril de 1981      | Múnich                         | Alemania       | Olympiahalle                            |
| 18 de abril de 1981      | París                          | Francia        | Palais des Sports                       |
| 19 de abril de 1981      | París                          | Francia        | Palais des Sports                       |
| 21 de abril de 1981      | Barcelona                      | España         | Palau d'Esports de Montjuïc             |
| 24 de abril de 1981      | Lyon                           | Francia        | Palais des Sports de Gerland            |
| 26 de abril de 1981      | Bruselas                       | Bélgica        | Forest National                         |
| 28 de abril de 1981      | Róterdam                       | Países Bajos   | Ahoy                                    |
| 29 de abril de 1981      | Róterdam                       | Países Bajos   | Ahoy                                    |
| 1 de mayo de 1981        | Copenhague                     | Dinamarca      | Brøndby Hall                            |
| 2 de mayo de 1981        | Copenhague                     | Dinamarca      | Brøndby Hall                            |
| 3 de mayo de 1981        | Gothenburg                     | Suecia         | Scandinavium                            |
| 5 de mayo de 1981        | Oslo                           | Noruega        | Drammenshallen                          |
| 7 de mayo de 1981        | Estocolmo                      | Suecia         | Hovet                                   |
| 8 de mayo de 1981        | Estocolmo                      | Suecia         | Hovet                                   |
| 11 de mayo de 1981       | Newcastle                      | Inglaterra     | Newcastle City Hall                     |
| 13 de mayo de 1981       | Mánchester                     | Inglaterra     | Manchester Apollo                       |
| 14 de mayo de 1981       | Mánchester                     | Inglaterra     | Manchester Apollo                       |
| 16 de mayo de 1981       | Edinburgo                      | Escocia        | Edinburgh Playhouse                     |
| 17 de mayo de 1981       | Edinburgo                      | Escocia        | Edinburgh Playhouse                     |
| 20 de mayo de 1981       | Stafford                       | Inglaterra     | New Bingley Hall                        |
| 26 de mayo de 1981       | Brighton                       | Inglaterra     | The Brighton Centre                     |
| 27 de mayo de 1981       | Brighton                       | Inglaterra     | The Brighton Centre                     |
| 29 de mayo de 1981       | Londres                        | Inglaterra     | Wembley Arena                           |
| 30 de mayo de 1981       | Londres                        | Inglaterra     | Wembley Arena                           |
| 1 de junio de 1981       | Londres                        | Inglaterra     | Wembley Arena                           |
| 2 de junio de 1981       | Londres                        | Inglaterra     | Wembley Arena                           |
| 4 de junio de 1981       | Londres                        | Inglaterra     | Wembley Arena                           |
| 5 de junio de 1981       | Londres                        | Inglaterra     | Wembley Arena                           |
| 7 de junio de 1981       | Birmingham                     | Inglaterra     | National Exhibition Centre              |
| 8 de junio de 1981       | Birmingham                     | Inglaterra     | National Exhibition Centre              |
| Norteamérica             |                                |                |                                         |
| 2 de julio de 1981       | East Rutherford, Nueva Jersey  | Estados Unidos | Meadowlands Arena                       |
| 3 de julio de 1981       | East Rutherford, Nueva Jersey  | Estados Unidos | Meadowlands Arena                       |
| 5 de julio de 1981       | East Rutherford, Nueva Jersey  | Estados Unidos | Meadowlands Arena                       |
| 6 de julio de 1981       | East Rutherford, Nueva Jersey  | Estados Unidos | Meadowlands Arena                       |
| 8 de julio de 1981       | East Rutherford, Nueva Jersey  | Estados Unidos | Meadowlands Arena                       |
| 9 de julio de 1981       | East Rutherford, Nueva Jersey  | Estados Unidos | Meadowlands Arena                       |
| 13 de julio de 1981      | Philadelphia, Pensilvania      | Estados Unidos | The Spectrum                            |
| 15 de julio de 1981      | Philadelphia, Pensilvania      | Estados Unidos | The Spectrum                            |
| 16 de julio de 1981      | Philadelphia, Pensilvania      | Estados Unidos | The Spectrum                            |
| 18 de julio de 1981      | Philadelphia, Pensilvania      | Estados Unidos | The Spectrum                            |
| 19 de julio de 1981      | Philadelphia, Pensilvania      | Estados Unidos | The Spectrum                            |
| 23 de julio de 1981      | Rosemont, Illinois             | Estados Unidos | Rosemont Horizon                        |
| 24 de julio de 1981      | Rosemont, Illinois             | Estados Unidos | Rosemont Horizon                        |
| 29 de julio de 1981      | Richfield, Ohio                | Estados Unidos | Richfield Coliseum                      |
| 30 de julio de 1981      | Richfield, Ohio                | Estados Unidos | Richfield Coliseum                      |
| 4 de agosto de 1981      | Landover, Maryland             | Estados Unidos | Capitol Centre                          |
| 5 de agosto de 1981      | Landover, Maryland             | Estados Unidos | Capitol Centre                          |
| 7 de agosto de 1981      | Landover, Maryland             | Estados Unidos | Capitol Centre                          |
| 11 de agosto de 1981     | Detroit, Míchigan              | Estados Unidos | Joe Louis Arena                         |
| 12 de agosto de 1981     | Detroit, Míchigan              | Estados Unidos | Joe Louis Arena                         |
| 16 de agosto de 1981     | Morrison, Colorado             | Estados Unidos | Red Rocks Amphitheatre                  |
| 17 de agosto de 1981     | Morrison, Colorado             | Estados Unidos | Red Rocks Amphitheatre                  |
| 20 de agosto de 1981     | Los Ángeles, California        | Estados Unidos | Los Angeles Sports Arena                |
| 21 de agosto de 1981     | Los Ángeles, California        | Estados Unidos | Los Angeles Sports Arena                |
| 23 de agosto de 1981     | Los Ángeles, California        | Estados Unidos | Los Angeles Sports Arena                |
| 24 de agosto de 1981     | Los Ángeles, California        | Estados Unidos | Los Angeles Sports Arena                |
| 27 de agosto de 1981     | Los Ángeles, California        | Estados Unidos | Los Angeles Sports Arena                |
| 28 de agosto de 1981     | Los Ángeles, California        | Estados Unidos | Los Angeles Sports Arena                |
| 2 de septiembre de 1981  | San Diego, California          | Estados Unidos | Sports Arena                            |
| 8 de septiembre de 1981  | Rosemont, Illinois             | Estados Unidos | Rosemont Horizon                        |
| 10 de septiembre de 1981 | Rosemont, Illinois             | Estados Unidos | Rosemont Horizon                        |
| 11 de septiembre de 1981 | Rosemont, Illinois             | Estados Unidos | Rosemont Horizon                        |
| 13 de septiembre de 1981 | Cincinnati, Ohio               | Estados Unidos | Riverfront Coliseum                     |
| 14 de septiembre de 1981 | Cincinnati, Ohio               | Estados Unidos | Riverfront Coliseum                     |

- Datos: Q7761010